# المفوضية الأوروبية للسفر
المفوضية الأوروبية للسفر (ETC)؛ هي مجموعة منظمات السياحة الوطنية(NTOs)  الواقعة في Brussels. أنشِئت في عام 1948 لتقديم وجهة سياحية أوروبية للتسويق إلى مدى أبعد خارج أوروبا، ولاحقًا في الولايات المتحدة، وكندا، وأمريكا اللاتينية، وآسيا والمحيط الهادئ. تضم ETC حاليًا 33 عضوًا من NTOs، و14 عضوًا مشاركًا من الصناعة الخاصة. تهدف الجمعية -من طريق الممارسات والتعاون للتبادل والترويج- إلى زيادة فهم أهمية السياحة بين السلطات الأوروبية وعامة الناس.

## الأعضاء
تضم عضوية ETC 33 من منظمات السياحية الوطنية (NTOs) من 32 دولة اوربية مختلفة، ومنها 7 بلدان من خارج الاتحاد الاوربي، والدول المشاركة في عضوية ETC هي: (النمسا، وبلجيكا، وبلغاريا، وكرواتيا، وقبرص، وجمهورية التشيك، والدنمارك، وإستونيا، وفنلندا، وألمانيا، واليونان، والمجر، وأيسلندا، وأيرلندا، وإيطاليا، ولاتفيا، وليتوانيا، ولوكسمبورغ، ومالطا، وموناكو، والجبل الأسود، وهولندا، والنرويج، وبولندا، والبرتغال، ورومانيا، وسان مارينو، وصربيا، وسلوفاكيا، وسلوفينيا، وإسبانيا، وسويسرا).
أطلقت المفوضية الأوروبية للسفر ETC)) -في عام 2015- برنامجًا لتوسيع العضوية في سبيل البحث عن التنمية وتعزيز المنظمات الخاصة والأكاديمية لجعلها وجهة سياحية لأوروبا. أصبح لدى ETC في عام 2019، 14 عضوا مشاركًا:
ADARA، وAmadeus IT Group SA، وAirbnb، وConfcommercio، وCrowdRiff Inc، وEmirates AirlineCompany / Emirates Group ، وEurail Group GIE، وExpedia Inc، وGlobal Blue SA، وHiSeas International، وSojern Ltd، وValue Retail PLC، وTravel Consul، وWelcome Chinese.

## التاريخ

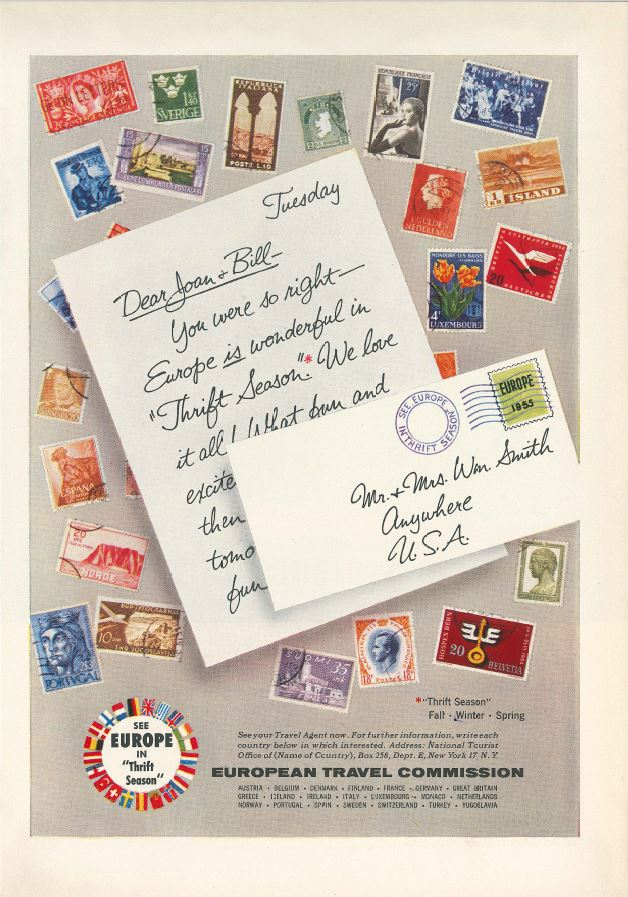
إعلان ETC عام 1955 في أوروبا في موسم الاقتصاد.

### 1948-1952، ETC السنوات الأولى
تأسست ETC في ستالهايم، النرويج في أثناء مؤتمر استكشافي للاتحاد الدولي الرسمي لمنظمات السفر (IUOTO).
وأصبحت ETC المسؤولة الإقليمية لمنظمات IUOTO تماشيًا مع هدفها الرئيسي: «تعزيز حرية السفر بطريقة تقنية، وغير سياسية بالكامل. وذلك من خلال تقوية التفاهم المشترك بين الأمم العالمية».
لم تستطع ETC التهرب من واقع الحرب الباردة المبكرة، ولكنها التزمت بالمشاريع الخاصة وحرية السفر، وأقامت علاقات وطيدة في الرابطة الغربية.
أضفت ETC في عام 1948 طابعًا رسميًا على علاقتها مع منظمة التعاون الاقتصادي الأوروبي (OEEC)، بعدما تلقّى 17 بلدًا مشاركًا في خطة Marshall Plan للمعونة لتزويد OEEC بالخبرة المعرفية الكافية في شؤون السياحة. أنشأت اللجنة التنفيذية لمنظمة التعاون الاقتصادي في أوروبا في فبراير 1949 إدراكًا لأهمية إعادة بناء الاقتصاد.

#### الحملات الدعائية لتسهيل السفر في الولايات المتحدة :1950s–1960s
انتقلت حملات الدعاية المشتركة في الولايات المتحدة إلى النشاط الرئيسي لـ ETC تحت إشراف OEEC، إذ جرت الحملة الأولى في الفترة من أغسطس إلى ديسمبر 1949. عززت الحملات الأوروبية بوصفها وجهة واحدة في السوق الأمريكية، وشجعت على السفر في غير موسم السفر المعتاد. نفذت حملات بوساطة ETC's New York Committee، التي تعمل بنحو وطيد مع شركات التسويق، مثل:
(e.g. Donald N. Martin & Company, Inc.) وشركاء من القطاع الخاص في صناعات، والنقل، والسفر، والطاقة. إضافةً إلى ذلك، شاركت ETC في معارض السفر، وإنتاج البث الإذاعي، والإعلانات التلفزيونية، والأفلام القصيرة، وإعلانات منشورة في الصحف والمجلات.
التقى وفد ETC مع الرئيس دوايت أيزنهاور - Dwight D. Eisenhower في مايو عام 1954، إذ أشاد أيزنهاور بدعمه بقوة للسفر الدولي للأمريكيين من أجل إعادة بناء الاقتصاد الأوربي. التقى وفد ETC مع الرئيس Dwight D. Eisenhower في مايو عام 1954، إذ أشاد أيزنهاور بدعمه بقوة للسفر الدولي للأمريكيين من أجل إعادة بناء الاقتصاد الاوربي، ومع ذلك فإن المخاوف في الإدارة الأمريكية بشأن العجز في ميزان مدفوعات البلاد دفعت إدارة الرئيس كينيدي - Kennedy إلى إنشاء خدمة السفر الأمريكية في يونيو 1961 لتحفيز الرعايا الأجانب على زيارة الولايات المتحدة.

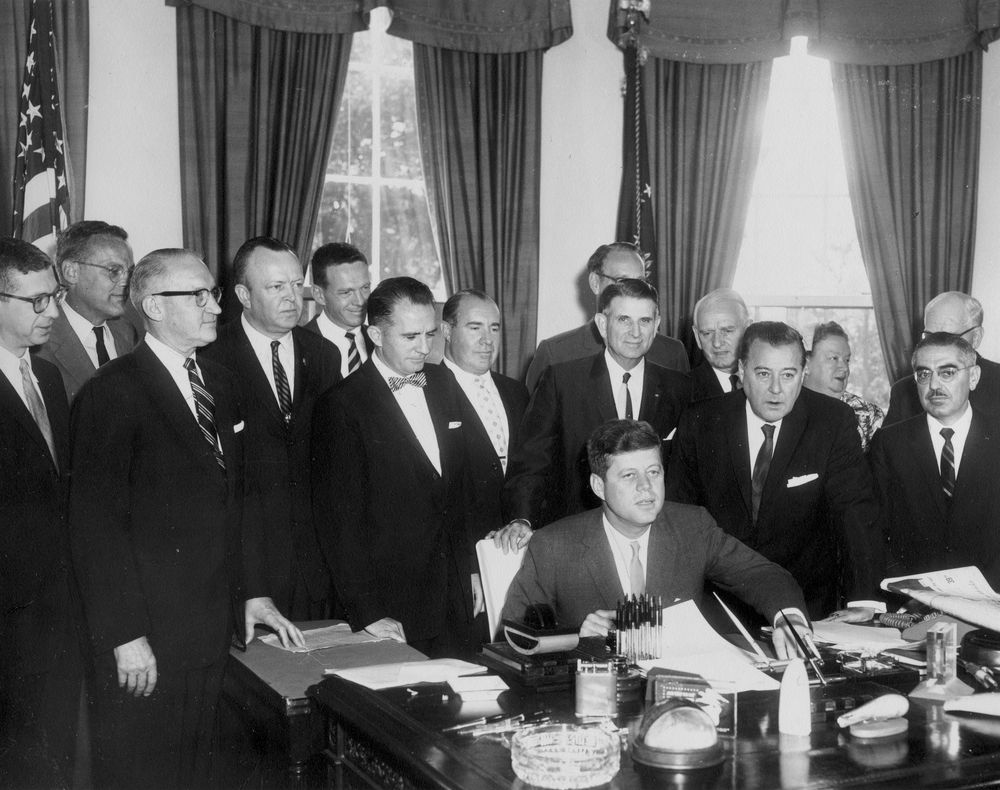
توقيع الرئيس الأمريكي Kennedy على قانون إنشاء خدمة السفر في الولايات المتحدة في 29 يونيو لعام 1961 بحضور رئيسة منظمة ETC New York، Manolita Doelger (الثالثة من اليمين).